# 중화인민공화국의 성소수자 권리
중화인민공화국의 성소수자(게이, 레즈비언, 양성애자, 트렌스젠더) 권리는 제한적이다. 1997년 이후 성소수자를 처벌하는 법률은 폐지되었지만 중국 성소수자 권리에 대해서 당국은 매우 모호한 입장을 취하고 있다.
과거 중화인민공화국 성립 이후 동성애자를 정신병원에 수감하는 등 성소수자에 대한 강제적 전환 치료가 성행했지만, 2001년부터 일반적인 성소수자는 정신병으로 분류되지 않으며,과거 강제입원 피해자에게 배상한 사례가 있다.

## 역사

### 송나라
중국에서 동성애 행위에 대한 최초의 법은 송 왕조의 조길 (趙佶) 황제의 정화 시대 (政和, 1111 ~ 1118년)에서 "100명의 젊은 남창들을 무거운 대나무로 태형 100대와 5만전의 벌금을 부과했다"는 기록이 나타난다. 그 외의 다른 예로 '부난'(남녀 매춘)을 금지했다는 기록이 등장한다.

### 명나라
명나라 가정제 시대 (嘉靖, 1522 ~ 1567년)의 주후총 황제는 남성간 동성애 관계를 금지하는 법률을 처음으로 제정하였다.

### 청나라
1655년까지 청나라에서는 동성애 항문 성교에 적용되는 소도미 법이 언급되기 시작하였다. 1740년, 중국 역사상 최초로 반 동성애 법이 공포되어 성인들의 자발적 성행위가 불법으로 규정되었다. 이 법이 실제로 적용된 기록이 없지만 법적으로 징벌이 된 것인 이것이 처음이다.

### 중화민국
1912년, 소도미 법이 폐지되었다.

### 중화인민공화국
1979년부터 중국 법은 폭력범을 형사적으로 처벌하였다. 1997년, 중국 정부는 중화인민공화국의 동성애의 비범죄화로 간주되는 폭력법 폐지를 단행하였다. 2001년, 중국정신의학회는 동성애를 정신 장애 분류에서 제외한다.

## 동성 동반자의 법적 지위
중화인민공화국의 결혼법은 1980년 9월 10일 5차전국인민대표회의 3번째 회의에서 결혼을 남녀의 결합으로 정의했다. 동성애가 관용된 것으로 문서상으로 역사적으로 확인이 되었지만, 동성애는 마오 시대에 질병으로 관리되고 불법화되어서 은밀히 광범위하게 이루어졌다. 1980년대, 동성애라는 주제가 다시 대중에서 공론화되었다. 하지만 제프리와 유는 중국에서는 기껏해야 '커밍아웃'이 일어날 때 동성에 대한 끌림을 막으려는 양가적인 감정을 보이거나 가족의 의무로 차별을 하지 않을 뿐 이 주제에 대해 대중적인 관심이 없다고 지적했다.

### 홍콩
2009년 6월, 홍콩 특별행정구 정부는 가정 폭력 방지법이 적용되는 범위를 기존 남녀 부부에서 동성 부부로 확대시켰다.

## 성 정정 관련 법률
2009년, 중국 정부는 신분증과 거주지 등록에 적용하기 위해 필요했던 20세 이상만 가능했던 성 전환 등록이 성전환 수술을 하면 미성년자도 가능하도록 판결했다.

### 산서성
2014년, 산서성은 미성년자가 보호자의 신분증의 추가 정보로 변경 신청을 할 수 있도록 허용하기 시작했다. 이 정책 변화로 수술 후 결혼이 이성애로 인정되고 합법적인 것으로 간주되었다.

### 홍콩
홍콩법에선 신분증이나 여권과 같은 법적 문서를 변경할 수 있도록 허용되고 있지만 출생 증명서는 성전환 수술 이후에도 변경할 수 없도록 하고 있다.

## 입양 및 양육
중국 정부는 입양의 요건으로 이성 부부임이여야 함을 요구한다. 중국 아동을 외국의 LGBT 동반자와 개인이 입양하는 것은 허용되지 않고 있다.

## 차별금지법
중화인민공화국 헌법에서는 성적 지향과 성 정체성 권리에 대해 명시적으로 다루지 않는다.
중국 노동법에는 성적 지향이나 성 정체성에 따른 차별금지 조항이 존재하지 않는다. 이 노동법에는 민족성이나 성별, 종교에 따른 차별을 명확하게 금지하고 있다.

### 홍콩
1991년 홍콩 권리 장전 조례는 "기타 상태"를 포함해 여러 가지 배경에 따른 차별을 금지한다. 2005년 렁 TC 윌리엄 로이 대 법무부 장관 판결에 따르면, 성적 지향도 차별 금지 사유에 포함된다고 판시했다. 하지만 권리 장전은 오직 정부 기관이 행하는 차별에만 적용되고 민사간 발생하는 차별에는 적용되지 않는다.

### 마카오
마카오 특별행정구 기본법 제25조에는 마카오인들은 금지된 요소의 철저하지 않은 목록에 기반해 차별로부터의 자유를 명시하고 있다. 성적 지향은 이러한 차별 금지 영역에 포함되지 않는다. 하지만, 성적 지향에 따른 노동 관계 영역과 (2008년 7월 법 제6/2조), 개인 정보 보호 (2005년 8월 법 제7/1,2조), 그리고 옴부즈만 (2012년 4월 개정된, 2000년 10월 법 제31-A조)에 따른 차별금지 조항이 존재한다.

## 전환 치료
2014년 12월, 베이징 법원은 재판에서 전환 치료의 피해자인 남성 동성애자, 양텅의 주장을 받아들여 전환 치료가 불법이며 양씨에게 병원비를 지불하라고 판결했다.
2016년 6월, 허난성의 유후는 주마뎬 시의 병원이 자신을 강제로 전환 치료하려 하게한 혐의로 고소하였다.

## 요약표
| 동성애 합법 여부                       | (1997년 이후) |
| 평등한 성적자기결정권 허용 연령        | (1997년 이후) |
| 고용 차별금지법                        | No            |
| 재화 및 서비스 제공 차별금지법         | No            |
| 혐오 발언 등 전 분야에 대한 차별금지법 | No            |
| 동성결혼                               | No            |
| 시민결합 등 동성 동반자의 법적 인정    | No            |
| 동성 동반자의 입양권                   | No            |
| 남성 동성애자의 군 복무 가능           |               |
| 성 전환 법적 인정                      | Yes           |
| 상업적 대리모                          | No            |
| 여성 동성커플의 체외 수정 시술 접근권  | No            |
| 남성과 성교하는 남성의 헌혈            | No            |
| 성소수자 주제에 대한 표현의 자유       |               |

## 같이 보기
- 아시아의 성소수자 권리
- 마카오의 성소수자 권리
- 홍콩의 성소수자 권리
- 중화민국의 성소수자 권리